# Rodelinda
Rodelinda, reina de Lombardía (título original en italiano, Rodelinda, regina de' Longobardi, HWV 19) es una ópera seria en tres actos con música de Georg Friedrich Händel y libreto en italiano de Nicola Francesco Haym, que a su vez estaba basado en un libreto anterior de Antonio Salvi. La historia surge de la obra de Pierre Corneille, Petharite, roi des Lombards.

## Historia de las representaciones
Fue escrita para la Royal Academy of Music y estrenada en el King's Theatre en el Haymarket de Londres el 13 de febrero de 1725, y se contó para su estreno con los mismos cantantes que en Tamerlán. Hubo 14 representaciones y fue repetida el 18 de diciembre de 1725 y una vez más el 4 de mayo de 1731. Fue representada también en Hamburgo. La primera producción moderna - en una forma intensamente alterada - fue en Gotinga el 26 de junio de 1920, donde fue la primera de una serie de modernas reposiciones de ópera de Händel producida por el entusiasta de Händel Oskar Hagen.
Una producción británica fue representada en el Festival de Glyndebourne en 1998.  Dirigida por Jean-Marie Villégier y William Christie, esta muy alabada producción presentó a Anna Caterina Antonacci en el rol titular y Andreas Scholl como Bertarido.  Ha sido lanzado en DVD por Warner Music.
La primera interpretación de Rodelinda en la Metropolitan Opera fue el 2 de diciembre de 2004 en una producción de Stephen Wadsworth dirigida por Harry Bicket. Fue protagonizada por Renée Fleming en el rol titular, David Daniels como Bertarido, Kobie van Rensburg como Grimoaldo, Stephanie Blythe como Eduige, John Relyea como Garibaldo y Bejun Mehta como Unulfo. Tuvo 9 representaciones esa temporada y otras 5 en mayo de 2006, esta vez con Andreas Scholl como Bertarido, Christophe Dumaux como Unulfo, y dirigida por Patrick Summers.
Esta ópera se representa poco; en las estadísticas de Operabase aparece la n.º 205 de las óperas representadas en 2005-2010, siendo la 22.ª en el Reino Unido y la undécima de Händel, con 14 representaciones en el período.

## Personajes
| Personaje                                            | Tesitura      | Elenco del estreno, 13 de febrero de 1725 (Director: - ) |
| ---------------------------------------------------- | ------------- | -------------------------------------------------------- |
| Rodelinda, esposa de Bertarido                       | soprano       | Francesca Cuzzoni                                        |
| Bertarido, rey destronado de Lombardía               | alto castrato | Senesino                                                 |
| Grimoaldo, usurpador del trono de Lombardía          | tenor         | Francesco Borosini                                       |
| Eduige, hermana de Bertarido, prometida de Grimoaldo | alto          | Anna Vicenza Dotti                                       |
| Unulfo, consejero y amigo de Bertarido               | alto castrato | Andrea Pacini                                            |
| Garibaldo, consejero de Grimoaldo, duque de Turín    | bajo          | Giuseppe Maria Boschi                                    |

## Argumento

### Antecedentes
Grimoaldo ha usurpado a Bertarido en batalla, quien ha huido. Se cree que Bertarido ha muerto en el exilio, pero envía a decir a su amigo Unulfo que está vivo y oculto cerca del palacio.  Grimoaldo está prometido a la hermana de Bertarido, Eduige, y aunque ella lo ama y él le corresponde, al menos al principio, ella retrasa la boda.  Rodelinda y su hijo, Flavio, son mantenidos en palacio por Grimoaldo, quien se ha enamorado de ella.

### Acto I
Rodelinda, sola, lamenta la pérdida de su esposo.  Grimoaldo entra y le propone matrimonio; él le ofrece devolverle el trono, y confiesa su amor por ella. Ella enojada lo rechaza.  Bertarido, junto con Unulfo, mira escondido cómo Rodelinda y Flavio ponen flores en la tumba de su marido.  Garibaldo entra y le da a Rodelinda un ultimátum: o accede a casarse con Grimoaldo o Flavio, su hijo, morirá.  Rodelinda accede, pero advierte a Garibaldo que ella usará su cabeza como un escalón más hacia el trono.  Bertarido, aún morando, toma la decisión de Rodelinda como un acto de infidelidad.

### Acto II
Garibaldo, como parte de su plan para usurpar el trono, le dice a Eduige que parece que ella ha perdido su oportunidad de hacerse reina, y la anima a vengarse de Grimoaldo.  Eduige entonces vuelve su amargura contra Rodelinda, señalando la repentina decisión de Rodelinda de traicionar la memoria de su esposo y casarse con su usurpador.  Rodelinda recuerda a Eduige de quién es reina.  Eduige de nuevo hace votos de vengarse en Grimoaldo, aunque está claro que ella aún lo ama.  Eduige se marcha y entra Grimoaldo, pidiendo a Rodelinda si es cierto que ella ha aceptado casarse con él. Ella le asegura que es cierto, pero que tiene una condición:  Grimoaldo debe matar primero a su hijo Flavio frente a ella.  Grimoaldo, horrorizado, lo rechaza.  Una vez que Rodelinda se marcha, Garibaldo anima a Grimoaldo a llevar a cabo el asesinato y tomar a Rodelinda como su esposa, pero Grimoaldo de nuevo lo rechaza.  El dice que el acto de valentía de Rodelinda y su determinación le han hecho amarla aún más, aunque ha perdido toda esperanza de ganarla. Unulfo le pregunta a Garibaldo cómo puede dar semejante consejo al rey, y Garibaldo expone su perspectiva maquiavélica en el uso del poder. Bertarido, mientras tanto, se ha acercado al palacio disfrazado, donde Eduige lo reconoce.  Rodelinda y Bertarido se encuentran en secreto, pero son descubiertos por un furioso Grimoaldo.  Él no reconoce a Bertarido, pero jura matarlo de cualquier forma, sea el marido de Rodelinda o sólo su amante. Los esposos, antes de separarse de nuevo, se despiden.

### Acto III
Unulfo acude a la celda de Bertarido para ayudarle a escapar.  Bertarido, sin embargo, no lo reconoce en la oscuridad y por error lo hiere con la espada. Eduige y Rodelinda acuden a visitar a Bertarido.  Al encontrar la celda vacía y sangre en el suelo, desesperadas piensan que ha muerto.  Grimoaldo se queda dormido en el jardín, pero Garibaldo lo encuentra y decide aprovechar la oportunidad. Va a matarlo con su propia espada cuando entra Bertarido y mata a Garibaldo; salvando a Grimoaldo. Este, feliz abandona toda pretensión al trono y vuelve a Eduige, diciéndole que se casarán y que gobernarán juntos en su propio ducado.

## Arias destacadas
- "L'empio rigor del fatto"
- "Di cupido impiego i vanni"
- "Fra tempeste funeste"
- "Pastorello d'un povero armento"
- "Lo farò, diro: spietato"
- "Io t'abbraccio" (dúo de Bertarido y Rodelinda al final del acto II)
- "Vivi Tiranno"

## E-book
- Partitura de Rodelinda (ed. Friedrich Chrysander, Leipzig 1876)